# Toma de la base militar de Las Delicias
La Toma de Las Delicias fue un ataque perpetrado por la guerrilla de las Fuerzas Armadas Revolucionarias de Colombia - Ejército del Pueblo (FARC-EP) el 30 de agosto de 1996 contra la base militar de Las Delicias del Ejército Nacional de Colombia, en Puerto Leguízamo (Putumayo). Tras el ataque, realizado por aproximadamente 500 guerrilleros, 27 militares murieron, 16 quedaron heridos y 60 fueron secuestrados, constituyéndose así en uno de los más graves reveses sufridos por las Fuerzas Militares en su lucha contra las FARC-EP.
Los secuestrado fueron liberados 10 meses después, el 14 de junio de 1997, cuando fueron entregados en un gesto unilateral a los representantes del entonces presidente de Colombia, Ernesto Samper después que éste concediera la desmilitarizacion de los municipios de Cartagena del Chairá, en el departamento de Caquetá. La cúpula militar, encabezada por el entonces general Harold Bedoya protestó públicamente contra el presidente al "darle concesiones a la guerrilla bajo el chantaje".

## Antecedentes
El plan para tomarse Las Delicias fue concebido por las FARC-EP el 17 de diciembre de 1995. El segundo comandante del frente 14 del Bloque sur, alias 'Isaías Perdomo', ordenó a 3 guerrilleros, alias 'Roberto', alias 'Darwin' y alias 'Camilo', desplazarse hasta las bocas del río Mecaya, en límites entre los departamentos de Caquetá y Putumayo, e infiltrarsen en la zona, trabajando como fachada en la finca de alias 'Esteban' o 'El Perro', miembro de una red de apoyo. Desde ese predio, localizado al norte de la base militar, los tres hombres adelantaron las primeras labores de inteligencia, para ubicar las vías de penetración a la guarnición, el número de personal acantonado y el tipo de armamento que portan, el lapso en que son abastecidos, el tipo de trincheras, las formaciones que realizan durante el día, la ubicación del radio de comunicaciones y de las zanjas y túneles de arrastre, y por último la identificación de los comandantes. Los guerrilleros rápidamente se familiarizaron con los 150 habitantes del caserío, y se fueron acercando a los soldados, ganando su confianza. Con la misma confianza con la que entraban a las casas de sus nuevos amigos en la población, podían caminar por las instalaciones de la base. Alias "Camilo", el más astuto de los tres infiltrados, aprovechando la afición común por la pesca que tenía con el capitán David Zambrano, comandante a la sazón de la posición militar, pudo entrar a relacionarse a fondo con él, acompañándolo en varias oportunidades a la orilla del río. Allí sostuvieron largas conversaciones. Así los tres jóvenes que estuvieron en Las Delicias, recolectaron durante cuatro meses amplia información, sobre la base y las actividades que allí se desarrollaban: la estrategia, la ubicación de los puestos de vigilancia, los depósitos de armamento y municiones y los sitios donde estaban localizados los morteros.
Otros guerrilleros haciéndose pasar por vendedores de productos agrícolas ingresaron también a la base y obtuvieron permiso para participar en los eventos deportivos que se organizaban dentro, lo que les permitió grabar un video captando el interior de la guarnición militar. A finales de julio de 1996, teniendo lista toda la información, el frente 14 fue desplazado hacia las riberas del río Suncilla, al occidente de Remolinos del Caguán. En ese lugar y con base en el video, fue construida una reproducción exacta del objetivo. A principios de agosto, los frentes 2, 32, 48 y la Columna Móvil Teófilo Forero, y un grupo de la Guardia Especial del Bloque Sur, iniciaron la concentración de tropas guerrilleras en el lugar, bajo la dirección de Ezequiel Huelguia Cruz, alias 'Rolando Romero', aproximadamente con 450 insurgentes. Días antes del ataque el capitán Zambrano y la Compañía A bajo su mando, fueron relevados por 110 militares de la Compañía C subordinada al Capitán Orlando Mazo, un antioqueño hijo de un suboficial retirado. Hacia poco que había pedido la baja del Ejército Nacional y como castigo fue enviado por segunda vez a las Delicias -seis meses atrás ya había estado acuartelado en la base-.
En la base de una hectárea y con 15 ranchos de alojamiento, el personal contaba con el armamento de dotación, un fusil por soldado, con munición correspondiente a la carga básica y carga de reserva para un total de 250 hombres, dos ametralladoras M-60 tipo Comando, una ametralladora Estándar M-60, dos morteros Soltand con 32 granadas, 8 lanzagranadas MGL de 40 mm con 162 granadas, 160 granadas de mano, 8 trampas de iluminación para alerta temprana, 16 bengalas Sudafricanas para señales y coordinaciones nocturnas, 5 anteojos de campaña, 1 pistola Pietro Beretta calibre 9 mm, siendo la totalidad de munición de reserva 21.000 cartuchos calibre 7,62 mm y 3.600 cartuchos eslabonados para las ametralladoras. Todos los ranchos de alojamiento tenían techo de paja y algunos estaban forrados en tabla, puesto que la mayoría donde dormían los soldados eran escuetos. Un área de las instalaciones daba al río Caquetá.

## Ataque

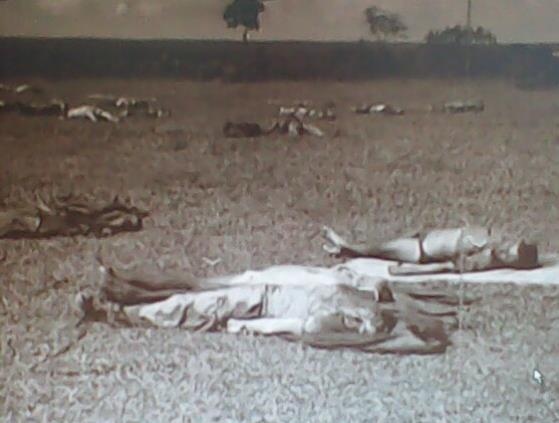
Uniformados del Ejército Nacional de Colombia muertos en acción por las FARC-EP, en agosto de 1996. Fotografía tomada el 1 de septiembre en las ruinas de la cancha de fútbol de la base militar de Las Delicias (Putumayo),foto tomada por Subteniente Manuel Antonio Ayala Traslaviña.

A las dos de la tarde del 30 de agosto se realizó un último partido de fútbol entre varios soldados y habitantes del caserío de Las Delicias. A las cinco llegaron los abastecimientos desde la Tagua, sede del Batallón de selva 49, Juan Bautista Solarte. En ese momento y sin permitir que los militares lo notaran, los guerrilleros se posicionaron cerca al perímetro de la base, mientras un pelotón de 30 soldados descargaba los víveres. El primer grupo posicionado, estaba dispuesto para matar a los 7 centinelas, mientras un segundo esperaba la señal para avanzar sobre las trincheras.
El asalto estaba programado para las 10:30 de la noche, pero tres horas antes un centinela descubrió a un guerrillero, cuando se arrastraba hacia su puesto para degollarlo, dando la voz de alarma. ¡Refuerzos, Refuerzos! gritó Martínez, el soldado de guardia, abriendo fuego para alertar al resto de la tropa, pero los subversivos se le vinieron encima y lo mataron a machete. En ese mismo instante una granada de fusil, cayó en la plaza de armas donde la mayoría de los militares estaban formados. Villada e Ibáñez, dos efectivos del tercer pelotón murieron por el impacto. Toda la tropa reaccionó inmediatamente y corrió a los puestos de defensa, disparando para repeler el ataque. Muchos se tuvieron que arrastrar para protegerse de la lluvia de morteros, granadas de mano y de los proyectiles. Muertos los centinelas y destruidas las posiciones de vigilancia con bombas incendiarias y una nutrida cobertura de fusiles y ametralladoras, los guerrilleros concentraron un gran volumen de fuego en el puesto n.º 1, ubicado a la entrada de la base y en el puesto n.º 3, que estaba a pocos metros del primero. El subteniente Ayala que se hallaba descargando las provisiones en el puerto del caserío, quedó fuera del perímetro de la base junto con 6 soldados desarmados.
Las siguientes 17 horas, soldados y guerrilleros se vieron envueltos en un feroz combate. Los miembros de las FARC-EP arremetieron con todo, contra los 3 pelotones de soldados regulares, aprovechando la debilidad de unas trincheras mal diseñadas, y de un sistema de comunicaciones insuficiente lo que imposibilitó a su vez la llegada del apoyo aéreo; apoyo por lo demás limitado por el estado de la Fuerza Aérea en ese momento. Para aumentar el desbalance entre las dos fuerzas enfrentadas, los uniformados tenían solo 21.000 cartuchos de reserva, (contando cada soldado con 6 proveedores con 35 cartuchos para G3, 2 granadas de mano y 1 granada de fusil), contra los 65 mil de los guerrilleros (de los cuales se consumieron 64 mil) que además transportaban morteros, lanzacohetes e innumerables bombas artesanales. Aun así las FARC-EP se toparon con una fuerte resistencia conducida personalmente por el Capitán Mazo.

## Lucha nocturna
Los guerrilleros que avanzaban en vanguardia ocuparon las garitas destruidas y se instalaron en las trincheras situadas a la entrada de la guarnición esperando iniciar el asalto al interior de la base, pero la rápida reacción de los militares los obligó a recular y tenderse en el suelo. Debieron entonces abrir fuego con los morteros sobre las zanjas en donde se hallaban metidos los soldados intentando sacarlos de sus refugios, mientras a la vez trataban de eliminar las armas de apoyo y el centro de comunicaciones. No obstante, los efectivos del gobierno aguantaron la embestida. Un uniformado arrastrándose en medio del intenso traqueteo y la lluvia de granadas, llegó hasta el puesto de comunicaciones, rescató el radio y se lo llevó al Capitán Mazo, que pidió refuerzos a la Tagua. 
Dos horas después en medio de violentos combates y tras el incendio y la destrucción de la mayor parte de la guarnición, se rindieron los primeros uniformados: alrededor de una veintena; "no me mate, no me mate que yo soy comunista", gritó uno de ellos. En ese instante, mientras comenzaba a caer un fuerte aguacero que se prolongaría hasta el amanecer del día 31, los miembros de las FARC-EP tenían ocupada más de la mitad de la posición, pues el campo de fútbol y los puestos 4, 5 y 6 se habían perdido desde el primer momento del ataque. No obstante, unos 50 soldados, al mando del Capitán Mazo refugiados en torno a los puestos 1, 2 y 3, lograron aguantar la arremetida desde ese punto, cubiertos por la retaguardia desde el Puesto 7 por el Subteniente Torres. El oficial recorría las zanjas dando órdenes de defensa, recogiendo las municiones y los fusiles de los muertos o heridos, redistribuyendo hombres y cuadrando a la tropa a lo largo de la trinchera. A la medianoche dos aviones OV-10, iluminan y ametrallan los alrededores de la base, pero no pueden comunicarse con esta y deben retirarse finalmente a Tres Esquinas. Pese a la falta de apoyo aéreo, desde La Tagua prometieron la pronta llegada de refuerzos, lo que dio a los sitiados moral para seguir resistiendo 10 horas más. El avance de los guerrilleros se estancó así frente a los dos puntos donde se hallaban atrincherados los militares y los combates siguieron intermitentemente toda la noche, hasta el amanecer. Incluso el insurgente que dominaba el panorama y cubría el avance de las columnas de asalto fue muerto con un  tiro de MGL.

## Asalto final
Al amanecer del sábado 31, tras una breve calma de 20 minutos, se produjo un nuevo asalto sobre las trincheras, pero los guerrilleros fueron rechazados con numerosas bajas, incluyendo entre ellas al comandante del frente 48, alias Pedro Martínez muerto por el Capitán Mazo. Rolando Romero que encabezaba el ataque, dio entonces la orden de retirada. Pero al llamar por radio a Manuel Marulanda, máximo líder de las FARC-EP, para informarle la situación, este recriminó al guerrillero su “cobardía” y lo obligó a proseguir la ofensiva. Nuevas municiones fueron entregadas a los subversivos, que recomenzaron el ataque, mientras los soldados defendían palmo a palmo sus posiciones, causándole más bajas a los atacantes. Pero su parque empezó a escasear en esas horas decisivas. Lo que sumado a la demora en los refuerzos, terminó por condenar la suerte de las fuerzas militares. En efecto a las tres de la madrugada del sábado un grupo de infantes de marina se movilizó desde Puerto Leguízamo hacia el muelle de La Tagua con el objetivo de desplazarse posteriormente por el río Putumayo hasta Las Delicias y acudir en ayuda de los militares atacados. Pero en Puerto Boy, a 20 minutos de la base sitiada por la subversión, fueron emboscados por al menos 100 guerrilleros que se encontraban parapetados en ambas orillas del río y tuvieron que detenerse. Sin nada que temer el cabecilla del frente 32, emplazó una ametralladora M60, frente a la posición en que se hallaba el oficial, esperando el momento oportuno para neutralizarlo, mientras los insurgentes iniciaron un avance franco hacia las posiciones que aún mantenían los militares.
Mientras eso pasaba en el interior de la base, el cabo Bedoya Gómez que se hallaba desarmado en el caserío contiguo al momento de comenzar el ataque fue delatado por uno de los habitantes del lugar y fusilado en el patio de la escuela.
Sobrevino entonces el final. Sobre las once de la mañana, la tropa conducida por el Subteniente Torres fue capturada por la guerrilla, dejando al descubierto la retaguardia del Capitán Mazo y sus hombres. Solamente los puestos 1 y 2 seguían ocupados por el Ejército Nacional. Los soldados abrieron fuego sobre todas las trincheras del interior de la base repletas de insurgentes, previniendo un asalto final, pero la situación era tan desesperada y el agotamiento de las municiones tan evidente que faltando un cuarto para las doce del día, el Capitán intentó hacer lo imposible. Cuando vio casi toda la base ocupada por la guerrilla, dio la orden de salir de la trinchera, atravesar una parte de las instalaciones ha descubierto, frente a unos puestos tomados por los subversivos, llegar al río Caquetá y allí parapetarse, para hacer frente con lo que quedaba de munición. De lo contrario lanzarse desde ese mismo punto al río Caquetá y tratar de llegar a la orilla opuesta. 
"¡Rompan fuego!", gritó el capitán y salió acompañado de 3 soldados de su trinchera. Fue recibido por el fuego de la M60 apostada enfrente y cayó herido con un tiro en la espalda y otro en la región inguinal de la pierna. El Subteniente Rodríguez con otros 4 efectivos le siguió, pero ellos también fueron abatidos por el fuego de la ametralladora y de los francotiradores apostados en los restos de la base. El Sargento Pérez quedó al mando de los sobrevivientes que resistieron otra hora. Pero agotado casi todo el parque, los uniformados destruyeron su dotación y dejaron de responder el fuego. Los guerrilleros se acercaron entonces a la trinchera ocupada por estos y los obligaron a rendirse.
Mientras tendían a los soldados capturados en la cancha de fútbol de la base, en la Plaza de Armas el mocho César comandante del frente 15, se acercó al Capitán Mazo que se hallaba herido en un pulmón. Cuando este le pidió una cobija, para resguardarse del frío que sentía, ordenó que le suministraran lo que pedía, guiñando un ojo a otro guerrillero. El lo remato con su fusil. Veintisiete uniformados del Ejército Nacional habían sido asesinados (2 oficiales, 7 suboficiales y 18 soldados), 16 habían quedado heridos y 60 secuestrados. Solamente salieron ilesos el Subteniente Ayala y los 6 hombres que le acompañaban en el puerto del caserío. Durante el ataque también murieron por lo menos 9 guerrilleros entre ellos el Comandante del Frente 48 Pedro Martínez. Las primeras unidades militares de refuerzo, los infantes de marina atacados en Puerto Boy, solo llegaron en horas de la tarde del sábado 31 de agosto a la base, cuando ya los guerrilleros se habían retirado con su botín: 1 oficial, 5 suboficiales, 54 soldados y 99 fusiles capturados. 
Durante un mes los 60 soldados retenidos permanecieron en la selva del norte de Ecuador, a unas cinco horas a pie de la frontera con Colombia. Los sobrevivientes narraron que algunos soldados habían sido rematados con machetes por los guerrilleros. Fueron llevados allí en botes después de navegar por las aguas de los ríos Putumayo y Piñuña Blanco y divididos en tres grupos de a 20 cada uno.

## Bajas militares
- Capitán: Orlando Natalio Mazo.
- Subteniente: José Gonzalo Rodríguez.
- Cabos segundos: Libardo Rodríguez Rodríguez, José Miguel Rodríguez Chávez, Juan Carlos González Rivera, Becker Grimaldo Rojas, Armando Sandoval Martínez, Joel Pineda Muriel y Duay Bedoya Gómez.
- Soldados regulares: Jaime Enrique Oliveros Pérez, Pablo Emilio Caicedo Mavesoy, Hermison Cuevas Aguirre, Edgar Fajardo Villada, Wilson García Montoya, Libardo Ibáñez Muñoz, Álvaro Martínez Gutiérrez, Ángel Monje Rodríguez, Santiago Pulido Botero, John Mario Salazar Arias, Libardo Ramos González, Ferney Avilés Fajardo, Juan Ortiz Guarnizo, Daniel Sánchez García, Juan Carlos Guerrero, Alexander Silva Cano y Luciano Vargas.[9]

## Liberación de secuestrados
El 15 de junio de 1997 y luego de presionar al gobierno de Ernesto Samper para que se despejaran militarmente cinco municipios, las FARC-EP utilizaron helicópteros de la Cruz Roja Internacional (CICR) para transportar a los soldados del lugar de secuestro hasta Cartagena del Chairá, pero según información del Ejército Nacional, también fueron utilizados para trasladar numerosos guerrilleros de un frente a otro, con el fin de impedir el posterior reconocimiento por parte de los secuestrados.
En este episodio, se dio a conocer el comandante guerrillero con el alias de "Joaquín Gómez", quien se sentó junto a los negociadores, Monseñor Luis Augusto Castro, y a Pierre Gasmann, delegado del Comité Internacional de la Cruz Roja, mientras eran liberados los soldados.

## Condenas a perpetradores
El Juzgado Penal del Circuito Especializado de Puerto Asís, Putumayo, condenó a los miembros del secretariado de las FARC-EP, por la toma guerrillera a la base militar de Las Delicias, tras encontrar pruebas de que estos ordenaron el ataque como una estrategia para evitar que el Ejército Nacional continuara destruyendo los laboratorios para el procesamiento de drogas en zona fronteriza con el Perú. Fueron condenados en ausencia a 38 años y 9 meses de prisión como responsables de los delitos de homicidio agravado, tentativa de homicidio, secuestro extorsivo y rebelión. Fueron acusados Pedro Antonio Marín alias ‘Manuel Marulanda’; Guillermo León Sáenz Vargas, ‘Alfonso Cano’, Luciano Marín Arango, alias ‘Iván Márquez’; Jorge Briceño Suárez, alias "Mono Jojoy", Milton de Jesús Toncel, alias ‘Joaquín Gómez’; José Benito Cabrera Cuevas, alias ‘Fabián Ramírez’; Luis Edgar Devia Silva, alias ‘Raúl Reyes’; Rodrigo Londoño Echeverry, alias ‘Timochenko’; Floresmilo Burbano, Héctor Cabrera Ramírez, Saúl Franco Sánchez, Regulo Leal, alias ‘Arley Leal’ y Hamilton Javier Gómez Bermúdez.

## Responsabilidad de militares
Las Fuerzas Militares de Colombia realizaron el Informe general liberación soldados secuestrados, utilizando a los militares recién liberados fueron alojados por varios días en el cuartel de la XII Brigada en Florencia (Caquetá), donde fueron sometidos a extenuantes interrogatorios. La información suministrada por un oficial, cinco suboficiales y 54 soldados, contribuyó a que salieran a relucir las fallas que tenía la fuerza pública en inteligencia, contrainteligencia y capacidad de respuesta militar con respecto a la toma de Las Delicias. También se responsabilizó a ciertos sectores de las Fuerzas Militares por el manejo de la crisis y la posterior reacción frente al ataque.
Entre las fallas que se detectaron estuvo la llegada de 110 soldados, el 26 de agosto de 1996 que habían estado en el bajo y medio Caguán en desarrollo de la 'Operación Conquista' contra el narcotráfico en esa región, el cual llegó a reemplazar al contingente que tenía más de seis meses de conocer la zona. Los nuevos soldados no hicieron patrullajes de reconocimiento del área. Otra falla que se encontró fue que la información rutinaria sobre una posible toma de la base fue consignada en forma general en el libro de operaciones, pero no fue difundida personalmente a los soldados.